# Дрикур
Дрику́р (фр. Dricourt) — коммуна во Франции, находится в регионе Шампань — Арденны. Департамент коммуны — Арденны. Входит в состав кантона Машо. Округ коммуны — Вузье.
Код INSEE коммуны — 08147.
Коммуна расположена приблизительно в 170 км к востоку от Парижа, в 50 км севернее Шалон-ан-Шампани, в 45 км к югу от Шарлевиль-Мезьера.

## Население
Население коммуны на 2008 год составляло 87 человек.
| 1962 | 1968 | 1975 | 1982 | 1990 | 1999 | 2008 |
| ---- | ---- | ---- | ---- | ---- | ---- | ---- |
| 94   | 119  | 73   | 79   | 120  | 87   | 87   |

## Экономика

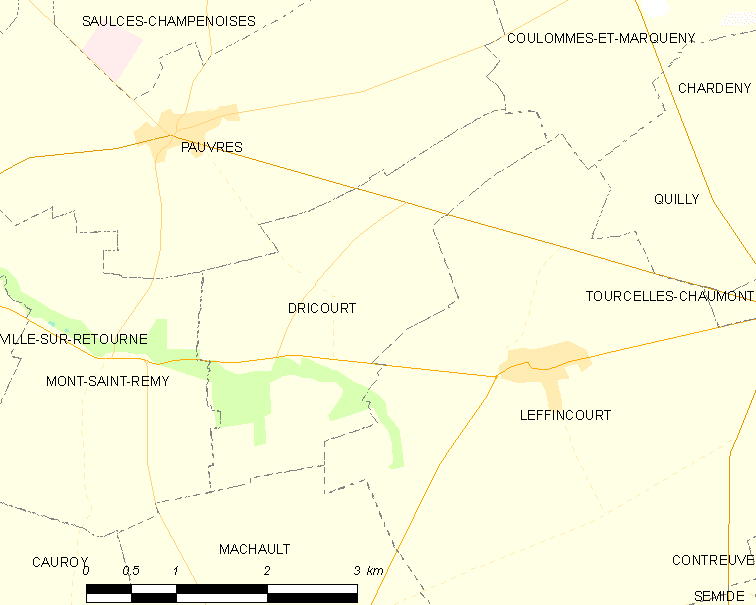
Карта коммуны

В 2007 году среди 58 человек в трудоспособном возрасте (15—64 лет) 40 были экономически активными, 18 — неактивными (показатель активности — 69,0 %, в 1999 году было 66,1 %). Из 40 активных работали 34 человека (21 мужчина и 13 женщин), безработных было 6 (3 мужчин и 3 женщины). Среди 18 неактивных 2 человека были учениками или студентами, 1 — пенсионером, 15 были неактивными по другим причинам.

## Знаменитые уроженцы
- Жан-Николя Корвисар[англ.] (1755—1821) — личный врач Наполеона